# Archerita
L'archerita és un mineral de la classe dels fosfats. Va rebre aquest nom l'any 1977 per Michael Archer (1945-), professor de biologia a la Universitat de Nova Gal·les del Sud, Austràlia.

## Característiques
L'archerita és un fosfat de fórmula química (K,NH₄)(H₂PO₄). Cristal·litza en el sistema tetragonal. La seva duresa a l'escala de Mohs es troba entre 1 i 2. És isostructural amb la bifosfamita.
Segons la classificació de Nickel-Strunz, l'archerita pertany a «08.A - Fosfats, etc. sense anions addicionals, sense H₂O, només amb cations de mida gran» juntament amb els següents minerals: nahpoïta, monetita, weilita, švenekita, bifosfamita, fosfamita, buchwaldita, schultenita, chernovita-(Y), dreyerita, wakefieldita-(Ce), wakefieldita-(Y), xenotima-(Y), pretulita, xenotima-(Yb), wakefieldita-(La), wakefieldita-(Nd), pucherita, ximengita, gasparita-(Ce), monacita-(Ce), monacita-(La), monacita-(Nd), rooseveltita, cheralita, monacita-(Sm), tetrarooseveltita, chursinita i clinobisvanita.

## Formació i jaciments
Es troba en forma de crosta com a component a les parets i a les estalactites de les coves amb dipòsits de guano dels ratpenats. Sol trobar-se associada a altres minerals com: bifosfamita, aftitalita, halita, syngenita, estercorita, oxammita, weddel·lita, whitlockita, guanina, newberyita, calcita o mundrabil·laïta.. Va ser descoberta l'any 1977 a la cova Petrogale, a Madura Roadhouse (Austràlia Occidental, Austràlia). També se n'ha trobat a altres coves australianes, així com en coves de les Bahames, Namíbia i Aràbia Saudí.